# Ivkî, Bohuslav
Ivkî (în ucraineană Івки) este un sat în comuna Hohitva din raionul Bohuslav, regiunea Kiev, Ucraina.

## Demografie
Componența lingvistică a localității Ivkî
     Ucraineană (100%)
Conform recensământului din 2001, toată populația localității Ivkî era vorbitoare de ucraineană (100%).